# 丘爾巴
丘爾巴（土耳其語：Çorba）是一道廣泛可見於中东、馬格里布、伊朗、土耳其、東南歐、中亞、東非和南亞等國家及地區常見的菜餚，丘爾巴作為汤或濃湯通常與其他食材一起製作，並搭配麵包一同享用。